# Stefan M. Schmid

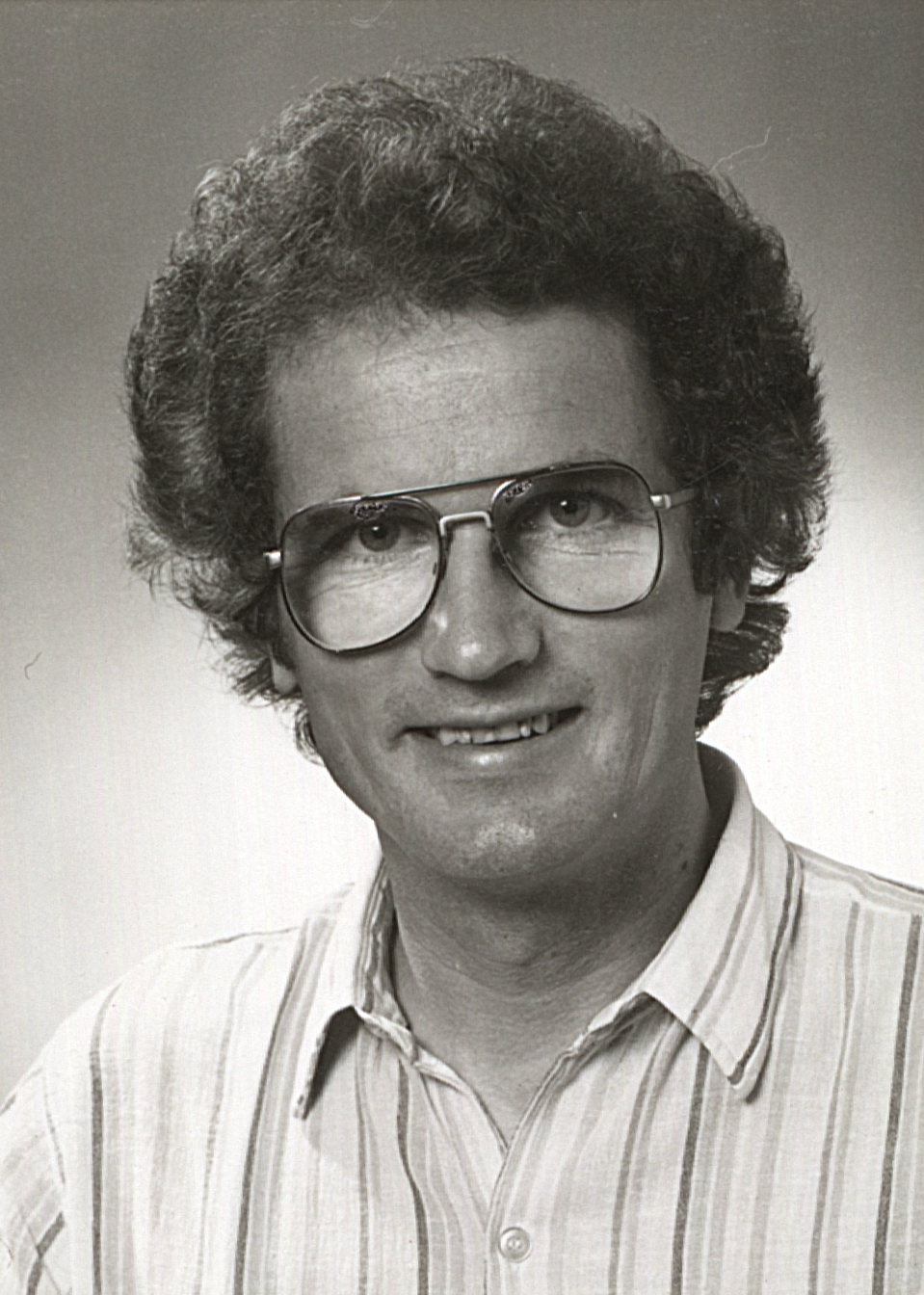
Stefan Martin Schmid (1982)

Stefan Martin Schmid (* 15. April 1943 in Wohlen, Schweiz) ist ein Schweizer Geologe mit dem Schwerpunkt Tektonik.

## Leben
Schmid war zunächst Schullehrer und studierte dann Geologie an der ETH Zürich, wo er 1968 sein Diplom machte und 1971 bei Rudolf Trümpy mit Auszeichnung promoviert wurde. Als Post-Doktorand war er am Imperial College (bei John G. Ramsay und Ernie Rutter), an der University of Canberra (bei Mervyn Paterson), an der ETH Zürich (bei Kenneth Jinghwa Hsü) und der Goethe-Universität Frankfurt am Main (bei Hans Berckhemer). Danach war er Dozent an der ETH Zürich, wo er Oberassistent und Honorarprofessor wurde (bei John G. Ramsay). 1989 war er Harry H. Hess Senior Visiting Fellow an der Princeton University und wurde im selben Jahr ordentlicher Professor an der Universität Basel, wo er auch Direktor des Geologisch-Paläontologischen Instituts war und 1998 bis 1999 Dekan der Historisch-Naturwissenschaftlichen Fakultät. 2008 wurde er emeritiert und war danach bis 2010 Gastprofessor an der FU Berlin (bei Mark Handy und Kollegen) mit einem Humboldt-Forschungspreis. Seit 2010 ist er als emeritierter Honorarprofessor an der ETH Zürich am Institut für Geophysik tätig.
Er war Gastwissenschaftler an der Universität Montpellier und der Eötvös-Loránd-Universität.

## Werk
2007 erhielt er die Gustav-Steinmann-Medaille, insbesondere für Arbeiten zur Tektonik und Geodynamik, zur Rheologie und Orogenese. Er verbindet in seinen Arbeiten interdisziplinär strukturgeologische Feldbeobachtungen, geophysikalische Erkundung der Tiefenstruktur, Geochronologie und Stratigraphie zum Beispiel in der Erforschung der geodynamischen Entwicklung des Alpen-Dinariden-Karpathen-Bogens und des Oberrheingrabens. Unter anderem fertigte er mehrere Tiefen-Schnittprofile der Alpen an, die vielfach Eingang in die Lehrbuchliteratur fanden, und studierte die Insubrische Linie. Neben der Alpen-Orogenese befasste er sich in den 1970er und 1980er Jahren (in Zusammenarbeit mit Wissenschaftlern in Canberra und der Texas A&M University) mit Deformationsprozessen an Mineralien und dem Mikrogefüge von Gesteinen (speziell Mylonite) und Rückschlüsse, die man daraus auf tektonische Bewegungen und deren Richtung ziehen kann (Kinematische Indikatoren). Eine Arbeit von ihm und Carol Simpson 1983 gehört zu den meistzitierten Arbeiten auf diesem Gebiet.

## Ehrungen und Mitgliedschaften
1990 bis 2000 war er Mitglied der Fachkommission für die Geologie der Alpentransversalen (FKGA), die die geologisch günstigsten Verläufe von Eisenbahntunneln durch die Alpen bestimmen sollte, und er war Mitglied von Schweizer Expertenkommissionen für seismische Risiken von Kernkraftwerken. Seit 2010 ist er Berater der Kantone zu Fragen der Endlagerung von radioaktiven Abfällen.
1988 erhielt er den Best Paper Award der Geological Society of America (Abteilung Structural Geology and Tectonics), 2008 den Humboldt-Forschungspreis, 2007 die Gustav-Steinmann-Medaille und 2009 erhielt er die Stephan Mueller Medal der European Geophysical Union. Er war 1989 Harry H. Hess Senior Visiting Fellow an der Princeton University. 2011 erhielt er die Leopold-von-Buch-Plakette.

## Schriften (Auswahl)
- S. M. Schmid, A. Scharf, M. R. Handy, C. L. Rosenberg: The Tauern Window (Eastern Alps, Austria): a new tectonic map, with crosssections and a tectonometamorphic synthesis. In: Swiss Journal of Geosciences. Band 106, 2013, S. 1–32. (Abstract)
- M. R. Handy, S. M. Schmid, R. Bousquet, E. Kissling, D. Bernoulli: Reconciling plate-tectonic reconstructions of Alpine Tethys with the geological–geophysical record of spreading and subduction in the Alps. In: Earth-Science Reviews. Band 102, 2010, S. 121–158. (Abstract)
- S. M. Schmid, D. Bernoulli, B. Fügenschuh, L. Matenco, S. Schefer, R. Schuster, M. Tischler, K. Ustaszewski: The Alpine-Carpathian-Dinaridic orogenic system: correlation and evolution of tectonic units. In: Swiss Journal of Geosciences. Band 101, Nr. 1, 2008, S. 139–183.
- S. M. Schmid, B. Fügenschuh, E. Kissling, R. Schuster: Tectonic map and overall architecture of the Alpine orogen. In: Eclogae Geologicae Helvetiae. Band 97, 2004, S. 93–117. (PDF)
- B. Fügenschuh, S. M. Schmid: Late stages of deformation and exhumation of an orogen constrained by fission track data: A case study in the Western Alps. In: Geological Society of America Bulletin. Band 115, 2003, S. 1425–1440. (Abstract)
- M. Stipp, H. Stünitz, R. Heilbronner, S. M. Schmid: The eastern Tonale fault zone: a "natural laboratory" for crystal plastic deformation of quartz over a temperature range from 250 to 700°C. In: J. Structural Geology. Band 24, 2002, S. 1861–1884. (Abstract)
- S. M. Schmid, E. Kissling: The arc of the Western Alps in the light of geophysical data on deep crustal structure. In: Tectonics. Band 19, 2000, S. 62–85. (Abstract)
- S. M. Schmid, O. A. Pfiffner, N. Froitzheim, G. Schönborn, E. Kissling: Geophysical-geological transect and tectonic evolution of the Swiss-Italian Alps. In: Tectonics. Band 15, 1996, S. 1036–1064. (Abstract)
- S. M. Schmid, R. Panozzo, S. Bauer: Simple shear experiments on calcite rocks: Rheology and microfabric. In: Journal of Structural Geology. Band 9, 1987, S. 747–778. (Abstract)